# Fred Goldbeck
Fred Goldbeck, né le 13 février 1902 à La Haye (Pays-Bas) et mort le 31 octobre 1981 à Paris, est un musicologue et chef d'orchestre français d'origine néerlandaise.

## Biographie
Né à La Haye aux Pays-Bas, Fred Goldbeck s'installe en France en 1924. Il rencontre la pianiste Yvonne Lefébure et devient son compagnon avant la seconde Guerre mondiale. Ils se marient en 1947.
Comme chef d'orchestre, il a d'abord été un disciple de Mengelberg et de Furtwängler. C'est ainsi qu'il écrit un premier ouvrage important : Le parfait chef d'orchestre. Par la suite, il défend les œuvres de compositeurs contemporains comme Busoni et Britten, jusqu'à Boulez et Xenakis. Il se fait également le promoteur de musiciens néerlandais comme Alphons Diepenbrock, Matthijs Vermeulen et Willem Pijper.

## Écrits

### Monographies
- Fred Goldbeck, Le parfait chef d'orchestre, Paris, Presses universitaires de France, 1952, 184 p. (BNF 32177410)
- Fred Goldbeck, Le rythme musical : rythme, rythmique, métrique, Paris, Presses universitaires de France, 1954, 247 p.
- Fred Goldbeck, Musique du son, musique du verbe, Paris, Presses universitaires de France, 1954, 217 p.
- Fred Goldbeck, Des compositeurs au XXe siècle : France, Italie, Espagne, Paris, Parution musique, 1988, 188 p. (ISBN 2-906350-04-4), préface de Rémy Stricker[3]

### Articles
- Fred Goldbeck, « Défense et illustration de Berlioz », La Revue Musicale, Paris, no 267,‎ janvier 1977, 24 p.
- Pierre Boulez, Fred Goldbeck et Virgil Thomson, « Le Musicien dans la cité : Textes retrouvés », La Revue Musicale, Paris, nos 306-307,‎ 1977, 107 p.

### Éditeur
- Alfred Cortot et Fred Goldbeck, Traités et autres ouvrages théoriques des XVe, XVIe, XVIIe et XVIIIe siècles, Argenteuil, R. Coulouma, 1936, 212 p., préface d'Henry Prunières

### Correspondance
- Yvonne Lefébure et Fred Goldbeck, Guides de haute musique : dont correspondance avec Yvonne Lefébure et Frederick Goldbeck, Gentilly, A. Michel, 1996, 282 p. (ISBN 2-9505658-4-0)
- Wilhelm Furtwängler et Fred Goldbeck, Entretiens sur la musique, Paris, Albin Michel, 1953, 159 p., traduits par Jacques-Gabriel Prod'homme